# Le Lieu
Le Lieu é uma comuna da Suíça, situada no distrito de Jura-Nord Vaudois, no cantão de Vaud. Tem 32,54 km² de área e sua população em 2018 foi estimada em 874 habitantes.